# Przepuklina pępowinowa
Przepuklina pępowinowa (łac. omphalocele, lub exomphalos) – wpuklenie części jelit, żołądka, czy też wątroby, przez ubytek ściany brzucha w okolicy pępka u noworodka. Wnętrzności są pokryte jedynie cienką warstwą owodni i otrzewnej.

## Przyczyny
Uważa się, że niektóre przypadki przepukliny pępowinowej są powodowane zaburzeniami genetycznymi.